# Jardín inglés

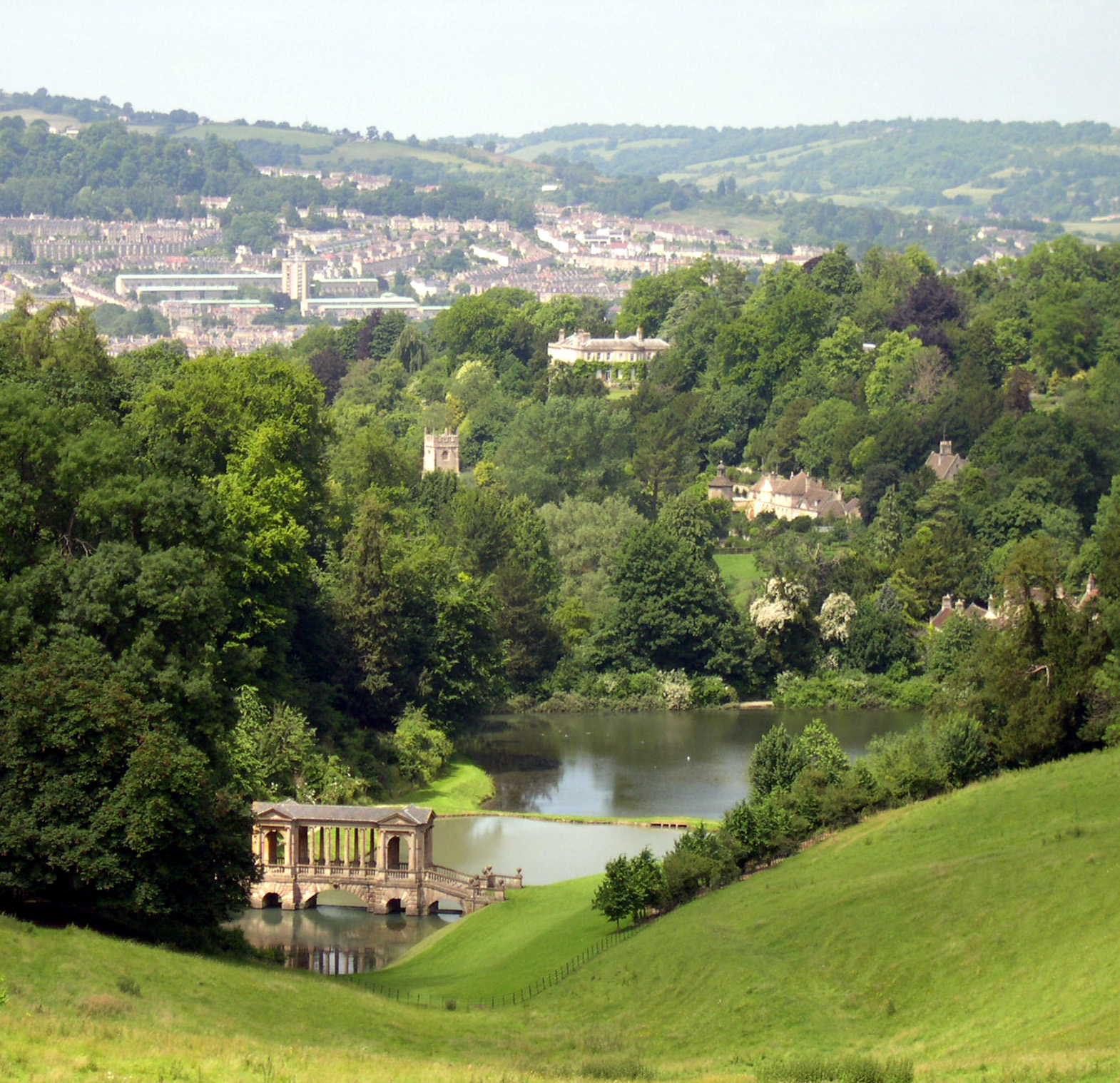
El puente palladiano en Prior Park, en Bath.

La expresión jardín inglés o parque inglés se usa fuera de la cultura británica para designar un tipo de parque que tuvo su origen en Inglaterra durante el siglo XVIII. Los principales elementos de todo jardín inglés son las estatuas, el agua y el terreno circundante. El estilo se diferencia ampliamente del diseño formal del barroco y del estilo formal francés. Uno de los más conocidos ejemplos de jardín concebido con la estética del jardín inglés es el Jardín Inglés de Múnich (Alemania).
Este estilo fue dominante en la jardinería inglesa durante un relativamente breve lapso de tiempo, desde mediados del siglo XVIII hasta principios del siglo XIX, y se encuentra asociado a la arquitectura georgiana, caracterizada, sobre todo en su inicio, por unas formas palladianas que contrastan con la denominada naturalidad del jardín inglés. El máximo representante de este tipo de jardines en el Reino Unido fue Capability Brown. También se da la circunstancia de que una buena parte de los jardines más famosos de Inglaterra no han sido diseñados en este estilo, y el término «jardín inglés» (English garden) no es usado en Inglaterra.

## Nacimiento del jardín inglés

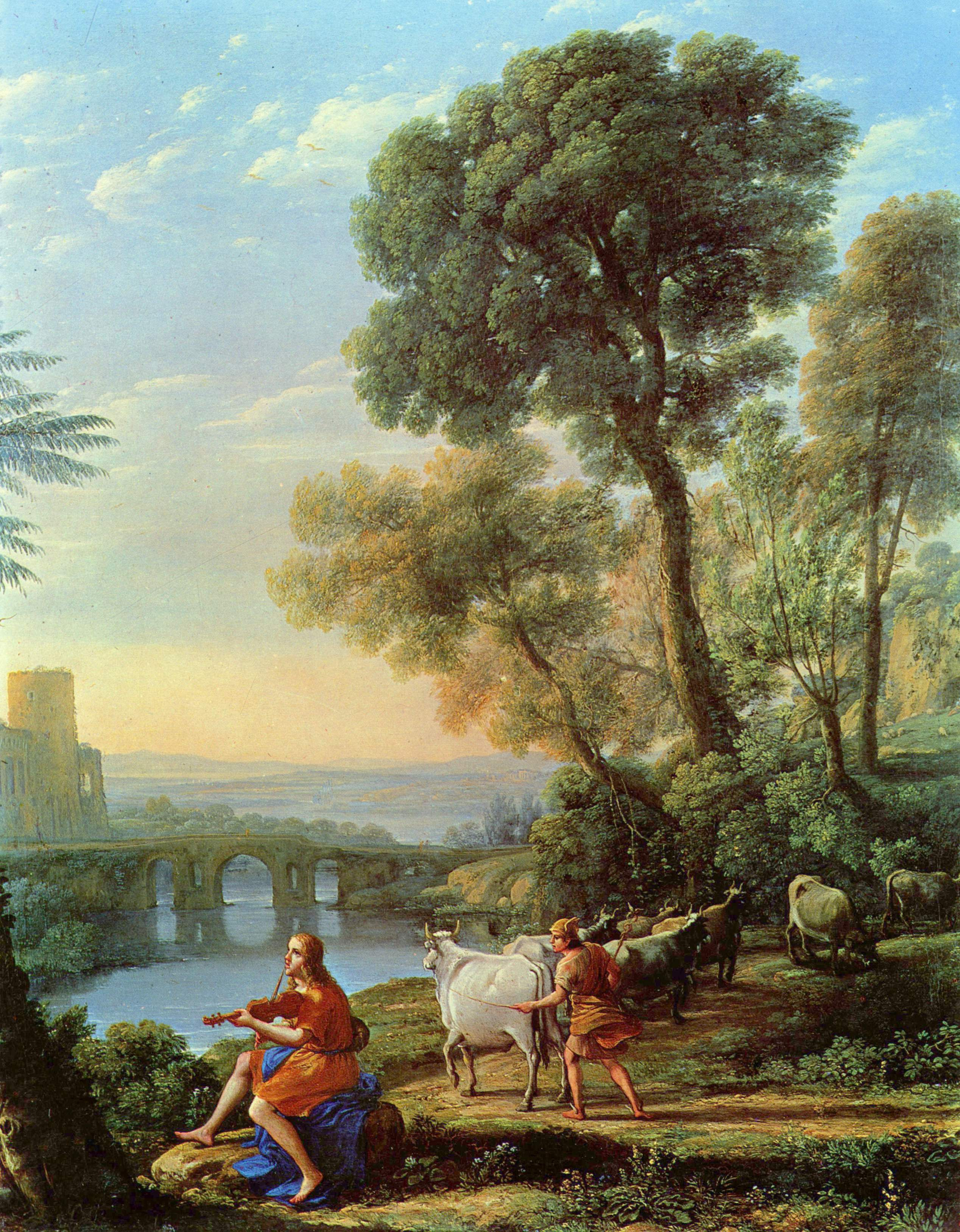
Paisaje con Apolo y Mercurio de Claudio de Lorena (Palazzo Doria-Pamphili, Roma). Los cuadros de Lorrain sirvieron de fuente de inspiración y guía directa de los diseñadores de jardines ingleses del siglo XVIII; en ellos se evocaban paisajes de la antigüedad clásica.

Primero en el Renacimiento y después durante el Barroco, Francia con sus villas y châteaux había establecido un modelo de jardín de acompañamiento a la arquitectura en Europa. Sus aspectos más sobresalientes eran la formalidad y artificialidad de sus formas. El diseño de estos jardines constituía un arte sofisticado de complicadas plantas geométricas, cuidadosamente configuradas. Un ejemplo sobresaliente de lo expuesto se encuentra en los jardines Palacio de Versalles. Los arquitectos ingleses del siglo XVIII rechazaban este tipo de parque por motivos estéticos, de carácter filosófico, relativos a la introducción del concepto de lo natural y las formas naturales, antes de haber sido deformadas por la fuerza humana. Así, para los paisajistas ingleses, las laderas, colinas, árboles y arbustos adoptaban sus propias formas con total libertad, sin constricción a ninguna norma geométrica. El paisajismo inglés se vio diferenciado enormemente de la villa italiana y del jardín francés porque abandonó la unidad de la composición arquitectónica, y su percepción se individualizó e hizo subjetiva.
Pero también se encontraban razones políticas en el rechazo a las formas francesas, lo cual constituyó una manifestación aplicada a las artes de la política antifrancesa contraria al absolutismo que imperaba en ese país. De esta forma, hay que entender el jardín inglés como una consecuencia de todas las ideas expuestas.
Este nuevo estilo de diseño recibió influencias, en el terreno literario, de los clásicos Virgilio y Ovidio y, en la pintura, de la escuela romana de paisajistas del siglo XVII, que representaban paisajes de la Antigüedad, ricos en incidentes pintorescos. Los proyectistas de jardines ingleses trataron de evocar, en sus creaciones, los efectos pintorescos de la visión italiana y recrear un ambiente nostálgico e idílico.

## Caracteres del jardín inglés
Los diseños de jardines ingleses, tomando como partida los principios antes expuestos del elemento natural, no eran desde luego reservas naturales y salvajes como las que actualmente se conservan en la naturaleza, sino que eran, a su manera, tan artificiales y sofisticados como sus precedentes franceses. El canon europeo de parque inglés incluye un buen número de elementos románticos: siempre existe un estanque con un puente o un muelle. Alrededor del lago suele encontrarse un pabellón hexagonal, a menudo con forma de templo romano. A veces el parque incluye un pabellón chino. Otros elementos corrientes son grutas y ruinas.

### Elementos
Su concepción es irregular. con caminos tortuosos y vegetación aparentemente no domesticada, dando una impresión natural. Se conservan y se explotan los accidentes del terreno, tales como cuestas. Hay abundante presencia de arbustos, malezas y elementos arquitectónicos que participan en su decoración: folly, rocas, estatuas, bancos, etc. Asociación de diversas artes decorativas. Las formas y colores de la vegetación son variados. Los itinerarios no se señalan, ya que en el paseo por un jardín inglés se deja un espacio a la sorpresa y al descubrimiento y no suelen existir grandes avenidas rectilíneas que guíen los pasos del paseante, sino más bien una clase de «vagabundeo poético».
Langley (1696-1751), un polígrafo que encontraba insulsos a los jardines del estilo francés, se limitó a recortar imponentes avenidas con estanques en formas de amebas, en cuyas islas caracoleaban caminos serpenteantes a fin de enfatizar la irregularidad y crear una imagen ideal de la naturaleza, posibilitando la formación de un estilo determinado por lo pictórico.

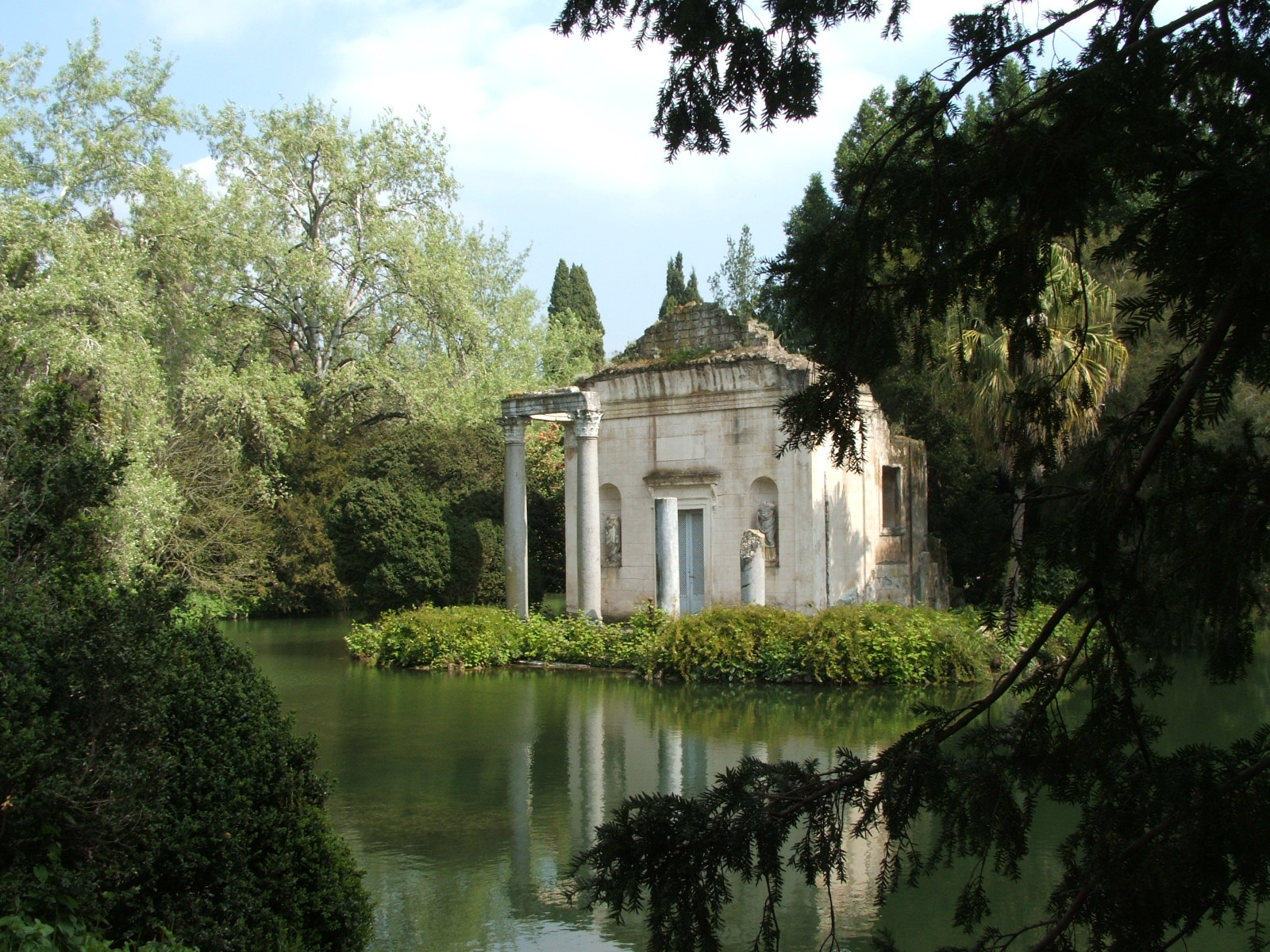
Detalle del jardín inglés del palacio Real de Caserta.

### Simbología del jardín inglés
Este tipo de jardín quiere ser como el paisaje de una pintura. Su disposición irregular, opuesta al orden del «jardín francés», lo encaja como un símbolo de la libertad que encontró necesariamente un eco en la Revolución francesa, frente al yugo del jardín francés. La negación de la simetría se vinculaba entonces con una negación de los códigos. Se volvió el símbolo de la emancipación frente a la monarquía absoluta y sus representantes.
Se trata, con todo, de un «decorado» reconstituido: para la comodidad de los paseantes se puede colocar un banco con el fin de contemplar una parte de agua o aprovechar la sombra de los árboles. La salvaje naturaleza se reconstruye de forma ablandada. La evolución que conoció este tipo de jardín en el siglo XIX ilustra bien este recreo idealizado de la naturaleza. 

## Principales paisajistas del estilo inglés
Destacados diseñadores de jardines ingleses son Stephen Switzer (1682-1745), William Kent (1685-1748), Charles Bridgeman (1690-1738), Capability Brown (1716-1786), John Vanbrugh (1664-1726) y Lucas Pieters Roodbaard (1782-1851).

## Jardines ingleses en Europa

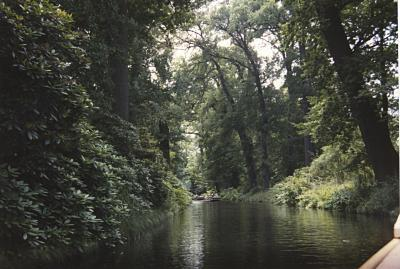
El Reino de los jardines de Dessau-Wörlitz era uno de los mayores jardines de estilo inglés en Europa durante el siglo XVIII.

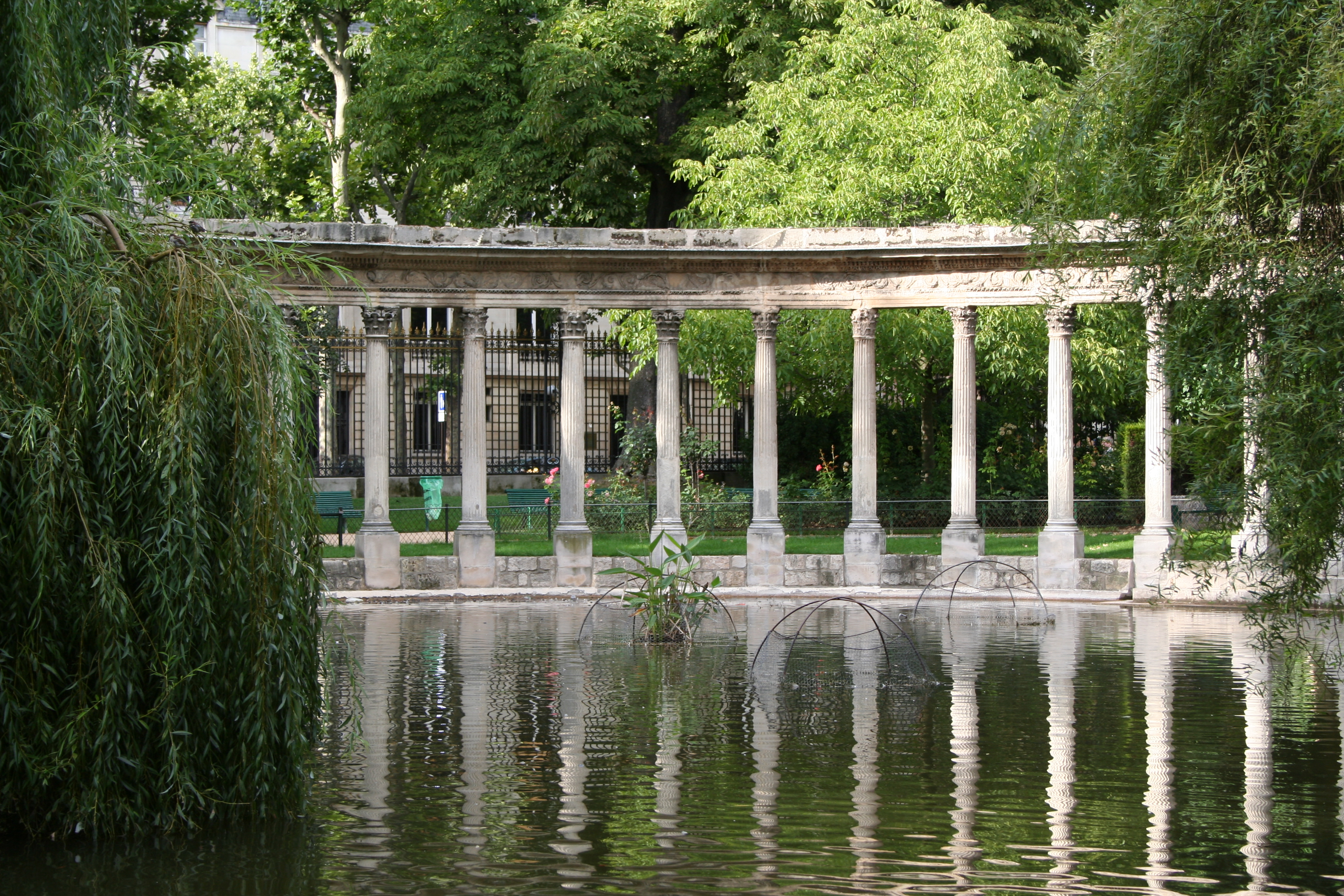
Parque Monceau, La naumaquia, París.

### España
- Jardín Botánico La Concepción, en Málaga.
- Jardines del Buen Retiro, en Madrid.
- Parque de El Capricho, en Madrid.
- Jardín Mossèn Cinto Verdaguer, en Barcelona.
- Jardín del Pazo de Castrelos, en Vigo.
- Parque de Doña Casilda, en Bilbao.

### Reino Unido
- Prior Park Landscape Garden, en Bath.
- Jardines del Palacio de Buckingham, en Londres.
- Real Jardín Botánico de Kew, en Richmond upon Thames.
- Stourhead, en Wiltshire.

### Francia
- Parc des Buttes-Chaumont, en París.
- Jardín del Pequeño Trianón, en Versalles.
- Jardín público de Cognac.
- Jardín inglés del castillo de Compiègne.
- Jardín del Parque Monceau, en París.
- Parc de la Tête d'Or, en Lyon.
- Parque de Ermenonville.
- Castillo de Fontaine-Henry.
- Parc de Montsouris, en París.

### Alemania
- Jardín Inglés de Múnich.
- Reino de los jardines de Dessau-Wörlitz, en Wörlitz.